# Amtsbezirk Breitenheide
Der Amtsbezirk Breitenheide war ein preußischer Amtsbezirk im Kreis Johannisburg (Regierungsbezirk Gumbinnen, ab 1905: Regierungsbezirk Allenstein) in der Provinz Ostpreußen, der am 8. April 1874 gegründet wurde. 
Zum Amtsbezirk gehörten ursprünglich acht, am Ende aufgrund von Veränderungen nur noch sechs Gemeinden.
| Name                        | Geänderter Name 1938 bis 1945 | Polnischer Name | Bemerkungen                                                                           |
| --------------------------- | ----------------------------- | --------------- | ------------------------------------------------------------------------------------- |
| Breitenheide, Dorf          |                               | Szeroki Bór     |                                                                                       |
| Breitenheide, Gut           |                               |                 | 1929 in den Gutsbezirk Johannisburger Heide, Anteil Johannisburg, Forst, umgegliedert |
| Dietrichswalde              |                               | Wólka           | 1875 in den Kreis Sensburg umgegliedert                                               |
| Jaschkowen                  | Reiherswalde                  | Jaśkowo         |                                                                                       |
| Nieden                      |                               | (Ruciane-)Nida  |                                                                                       |
| Samordey, anteilig (Forst?) | Samordei                      | Zamordeje       | vor 1908 wohl nach Rudczanny, Forst, eingemeindet                                     |
| Sowirog                     | (ab 1934:) Loterswalde        | Sowiróg         |                                                                                       |
| (Groß) Wiartel              |                               | Wiartel         |                                                                                       |

Am 1. Januar 1945 bildeten den Amtsbezirk folgende Orte: Breitenheide, Johannisburger Heide, Anteil Johannisburg, Forst, Loterswalde, Nieden, Reiherswalde und Wiartel.